# Antoni Bernadó
Antoni Bernadó (Sant Julià de Lòria, 9 december 1966) is een Andorrees langeafstandsloper, die is gespecialiseerd in de marathon en het veldlopen. Vijfmaal nam hij deel aan de Olympische Spelen, zonder medailles te behalen. Bernadó is nationaal recordhouder op de 3000 m, de 5000 m, de 10.000 m en de marathon.

## Loopbaan
In 1996 maakte Bernadó zijn olympisch debuut op de Spelen van Atlanta. In een tijd van 2:31.28 eindigde hij als 87e op de olympische marathon. Vier jaar later, in Sydney, finishte hij als 49e in een tijd van 2:23.03 en was hij de vlaggendrager van zijn vaderland bij de openingsceremonie. Tussendoor nam hij nog deel aan enkele grote toernooien, maar Bernadó behaalde hierbij geen noemenswaardige resultaten. Ook in 2004 kwalificeerde hij zich voor de olympische marathon: met 2:23.55 eindigde hij als 57e. In 2008 eindigde hij in Peking op de 58e plaats in een tijd van 2:26.29.

## Persoonlijke records
Baan
| Onderdeel | Prestatie        | Datum         | Plaats      |
| --------- | ---------------- | ------------- | ----------- |
| 3000 m    | 8.03,69 (NR)     | 26 mei 2007   | Palafrugell |
| 5000 m    | 14.10,06 (NR)    | 14 juli 2005  | Mataró      |
| 10.000 m  | 29.47,74 (ex-NR) | 23 maart 2002 | Vic         |

Weg
| Onderdeel      | Prestatie    | Datum            | Plaats    |
| -------------- | ------------ | ---------------- | --------- |
| 10 km          | 30.23 (NR)   | 31 december 2003 | Barcelona |
| halve marathon | 1:05.24      | 6 maart 2005     | Barcelona |
| marathon       | 2:14.25 (NR) | 16 maart 2003    | Barcelona |

## Palmares

### 3000 m
- 1998:  Andorra - 8.34,95
- 2005: 5e Europacup B in Istanbul - 8.18,31
- 2005:  Rubi - 8.13,23
- 2006:  Europacup A in Banska Bystrica - 8.31,97
- 2007:  Palafrugell Meeting - 8.03,69
- 2007: 5e Europacup A in Odense - 8.29,61
- 2011: 5e EK team in Rekjavik - 8.25,54

### 5000 m
- 2001:  Spelen van de Kleine Staten van Europa in San Marino - 14.41,87
- 2003:  Spelen van de Kleine Staten van Europa in Marsa - 14.29,93
- 2005:  Spelen van de Kleine Staten van Europa in Andorra le Vella - 14.39,49
- 2005:  Europacup B in Istanbul - 14.21,56
- 2005:  Meeting Ciutat de Mataro - 14.10,06
- 2006:  Europacup A in Banska Bystrica - 14.25,44
- 2007:  El Prat de Llobregat - 14.32,02
- 2007:  Spelen van de Kleine Staten van Europa in Monaco - 14.17,08
- 2007: 5e Europacup A in Odense - 14.20,35
- 2008:  Europacup B in Banska Bystrica - 14.35,75
- 2010: 5e EK team in Marsa - 14.40,58
- 2011:  Spelen van de Kleine Staten van Europa in Schaan - 14.46,15
- 2011: 4e EK team in Rekjavik - 14.33,11
- 2013: 4e Spelen van de Kleine Staten van Europa in Luxemburg - 14.53,68
- 2013: 5e EK team in Banská Bystrica - 15.11,49

### 10.000 m
- 2002:  Vic - 29.47,74
- 2003:  Spelen van de Kleine Staten van Europa in Marsa - 30.57,33
- 2005:  Spelen van de Kleine Staten van Europa in Andorra la Vella - 31.40,85
- 2007:  Spelen van de Kleine Staten van Europa in Monaco - 30.12,61
- 2011:  Spelen van de Kleine Staten van Europa in Schaan - 30.57,70
- 2013: 4e Spelen van de Kleine Staten van Europa in Luxemburg - 31.15,40

### halve marathon
- 1996: 102e WK in Palma de Mallorca - 1:11.40
- 2002: 61e WK in Brussel - 1:05.29
- 2003:  halve marathon van Sitges - 1:05.37
- 2005: 4e halve marathon van Barcelona - 1:05.24
- 2007:  halve marathon van Sitges - 1:06.40
- 2007: 4e halve marathon van Barcelona - 1:06.23
- 2009:  halve marathon van Sitges - 1:08.32

### marathon
- 1996: 87e OS - 2:31.28
- 1997: 42e marathon van Berlijn - 2:24.04
- 1998: 38e marathon van Londen - 2:22.15
- 1999: 27e marathon van Rotterdam - 2:18.59
- 2000: 30e marathon van Rotterdam - 2:17.19
- 2000: 49e OS - 2:23.03
- 2001: 25e marathon van Rotterdam - 2:19.26
- 2001: 17e marathon van Madrid - 2:23.17
- 2002: 25e EK - 2:23.13
- 2003:  marathon van Barcelona - 2:14.25
- 2003: 36e WK - 2:16.19
- 2004:  marathon van Barcelona - 2:17.45
- 2004: 57e OS - 2:23.55
- 2005:  marathon van Vitoria - 2:14.30
- 2005: 26e WK - 2:19.06
- 2006: 23e EK - 2:17.37
- 2006:  marathon van Vitoria - 2:16.34
- 2007:  marathon van Barcelona - 2:14.52
- 2007: 48e WK - 2:34.28
- 2008: 58e OS - 2:26.29
- 2010: 16e marathon van Barcelona - 2:20.01
- 2010: 33e EK - 2:30.52
- 2011: 7e marathon van Barcelona 2:17.16
- 2012: 74e OS - 2:28.34

### veldlopen
- 1998: 125e WK veldlopen (lange afstand) - 38.56
- 2000: 114e WK veldlopen (lange afstand) - 39.54